# Митрополит Буковинський
Митрополит Буковинський — священнослужителі вищого ступеня з титулом Митрополит, які очолювали (очолюють) Чернівецько-Буковинську єпархію з кафедрою в Чернівцях.

## Історія
Чернівецько-Буковинська єпархія виникла у 1781 році. До цього часу всі парафії та монастирі на території Буковини входили до складу інших територіальних єпархій та підпорядковувались відповідним архієреям. 

X-XII ст. ст. - київські архієреї.
Митрополити Київські
XII-XIV ст. ст. - галицькі архієреї.
Галицькі єпископи  та митрополити
1401-1781 р.р. - радівецькі єпископи.
Радівецькі єпископи

## Австрійський період
Єпископи Чернівецько-Буковинські

### Буковинська митрополія
- Митрополит Буковини та Далмації Євгеній (Гакман)  23.01.1873 — 31.03.1873
- Митрополит Буковини та Далмації Феофіл (Бенделла)  13.11.1873 — 21.07.1875
- Митрополит Буковини та Далмації Феоктист (Блажевич)  22.03.1877 — 27.06.1879
- Митрополит Буковини та Далмації Сильвестр (Морар-Андрієвич)  12.03. 1880 — 03.04.1895
- Митрополит Буковини та Далмації Аркадій (Чуперкович)  16.02.1896 — 05.03.1902
- Митрополит Буковини та Далмації Володимир (Репта)  04.10.1902 — 1919

## Румунський період
- Митрополит Буковинський Володимир (Репта)  1919 — 07.11.1924
- Митрополит Буковини та Хотина Нектарій (Котлярчук) 7.11.1924 — 04.07.1935
- Митрополит Буковини, Хотина та Мармарощини Віссаріон (Пую) 17.10.1935 — 09.05.1940
- радянський період
- Митрополит Буковини, Хотина та Мармарощини Тит (Симедря) 25.07.1941 — 29.03.1944

## Радянський період
Єпископи Чернівецько-Буковинські

## Сучасність

### УПЦ МП
- Митрополит Чернівецький і Буковинський Мелетій (Єгоренко) з 16 вересня 2014 року

### УПЦ КП
- Митрополит Чернівецький і Буковинський Данило (Ковальчук) з 20 вересня 1994 року